# Salluca gramina
Salluca gramina är en fjärilsart som beskrevs av William Schaus 1901. Salluca gramina ingår i släktet Salluca och familjen tandspinnare. Inga underarter finns listade.